# Памятник Дрентельну

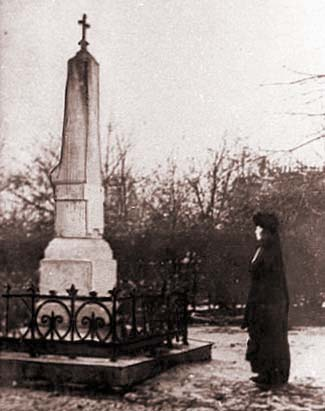
Памятник Дрентельну

Па́мятник Дре́нтельну — памятный знак, установленый в Киеве в 1889 году на месте смерти генерал-губернатора Александра Дрентельна. Стоял на Владимирской горке. Снесён в 1919 году.
Памятник был открыт 15 мая 1889 года. Во время парада, посвящённого 900-летию принятия христианства, 15 июля 1888 года Дрентельн, объезжая войска на Владимирской горке, внезапно умер от апоплексического удара.
Уже на следующий день Городская дума приняла решение о сооружении на этом месте памятника, а пока он не появился, память генерал-губернатора увековечивал крест. Памятник — трёхметровый гранитный обелиск с позолоченным крестом — был сооружён по проекту Владимира Николаева и имел с двух сторон мраморные плиты с пояснительными надписями. Был снесён в 1919 году.